# Фуке (буддизм)

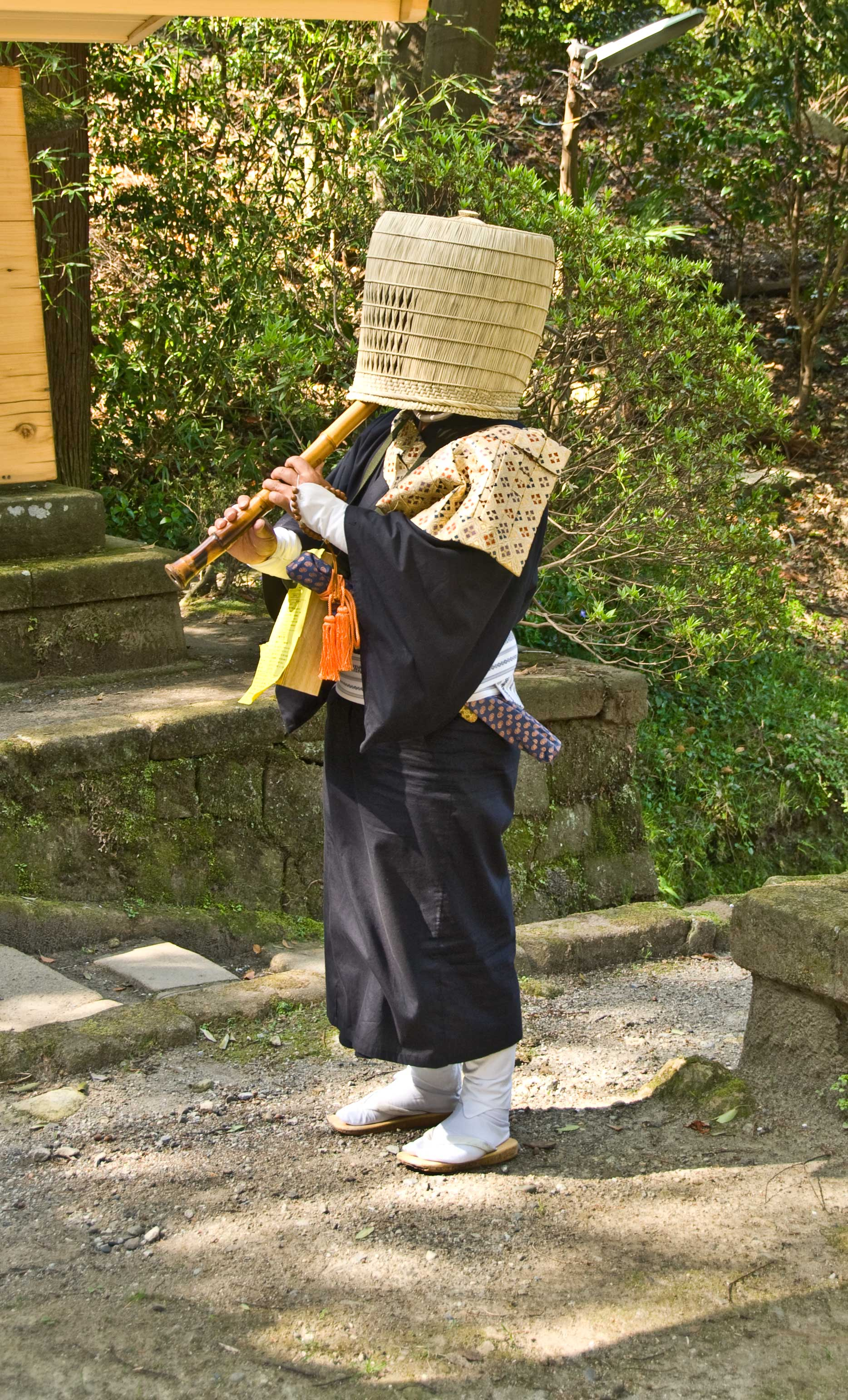
Сучасний монах комусо грає на флейті шякухачі.

Фуке (яп. 普化) — японська школа дзен-буддизму, що існувала з XIII століття до кінця XIX століття. Продовжує існувати й по сьогодні завдяки незначній групі монахів.
Традиційно вважається, що вчення школи фуке сходить корінням до китайського майстра Чань (засновника школи Ліньцзі) Ліньцзі Ісюаня (800—866), відомому в Японії під іменем Ріндзай Гіген. Серед його учнів був чернець Пухуа (в японській традиції — Фуке), який вважається, звісно ж, засновником школи. Повір'я свідчать, що Пухуа був талановитою, прямою та винахідливою людиною.
Легенди описують, що Пухуа, проходячи по своєму місту, дзвонив у дзвони, призиваючи всіх до просвітлення. Вважається, що саме ця легенда стала початком постійної практики вивчення майстерності гри на японській бамбуковій флейті шякухачі, якою так славилися ченці Фуке. Власне, вміла гра на флейті розцінювалася в школі Фуке шляхом до досягнення просвітлення.
У Японії Фуке з'явилося завдяки монаху Сінті Какусину (心地覚心) (1207—1298), відомому також за іменем Мухон Какусин (無本覚心), а після смерті — як Хотто Кокуси (法燈国師). Какусин подорожував по Китаю протягом 6 років і навчався у майстра чань Уменя.
Незважаючи на те, що школа Фуке в основному припинила своє існування, в минулому вона була доволі широко розповсюджена. Її приверженців — монахів комусо легко було впізнати за вмінням грати на бамбуковій флейті, що вважалося способом медитації і називалося суйдзен.
Фуке в основному проповідувала мандрівництво, його прихильники були скоріше практикуючими мирянами, ніж священиками. В часи періоду Едо багато ронінів вступали в ряди послушників Фуке, тому незабаром школа отримала неприємний епітет «збіговиська відчайдухів».
Фуке, колишня спочатку невизначеним об'єднанням монахів і мирян-пілігримів, об'єдналась в школу близько 1700 року. Та це не врятувало школу — Фуке була закрита декларацією уряду в 1871 році, під час Реставрації Мейдзі.
Усе ж, на сьогодні школа технічно продовжує існування в лінії групи ченців «Кійочику Дзендзі Хосан Кай» (КДХК). Група організовує щорічні зустрічі в Кіото для сотень гравців на шякухачі. Базовими храмами групи є храми Тофуку-дзи і Мійоан-дзи. Багато ченців Ріндзай й досі практикують суйдзен у певні свята в колишніх храмах Фуке, які, починаючи з XIX століття, повернулись до традиційного Ріндзай-дзен.